# Champs-sur-Tarentaine-Marchal
Champs-sur-Tarentaine-Marchal ist eine französische Gemeinde mit 1.028 Einwohnern (Stand: 1. Januar 2022) im Département Cantal in der Region Auvergne-Rhône-Alpes; sie gehört zum Arrondissement Mauriac und zum Kanton Ydes.

## Geographie
Champs-sur-Tarentaine-Marchal liegt in den nordwestlichen Ausläufern des Monts-du-Cantal-Massivs, etwa 59 Kilometer südwestlich von Clermont-Ferrand. Der Fluss Rhue begrenzt die Gemeinde im Süden. Im Norden verläuft die Tarentaine, in die hier der Zufluss Eau Verte einmündet. Umgeben wird Champs-sur-Tarentaine-Marchal von den Nachbargemeinden Lanobre im Nordwesten und Norden, Cros im Norden und Nordosten, Saint-Donat im Nordosten, Saint-Genès-Champespe und Trémouille im Osten, Saint-Étienne-de-Chomeil und Antignac im Süden, Vebret im Süden und Südwesten sowie Bort-les-Orgues im Westen.

## Geschichte
1972 wurde die bis dahin eigenständige Kommune Marchal der Gemeinde Champs-sur-Tarentaine angeschlossen.

## Bevölkerungsentwicklung
| Jahr                       | 1962 | 1968 | 1975 | 1982 | 1990 | 1999 | 2008 | 2019 |
| Einwohner                  | 1280 | 1342 | 1331 | 1141 | 1088 | 1044 | 1033 | 1030 |
| Quellen: Cassini und INSEE |      |      |      |      |      |      |      |      |

## Sehenswürdigkeiten
- Kirche  Saint-Remy n Champs-sur-Tarentaine
- Kirche Saint-Georges in Marchal
- Kapelle Notre-Dame-des-Champs in Embort
- Rhue-Talsperre

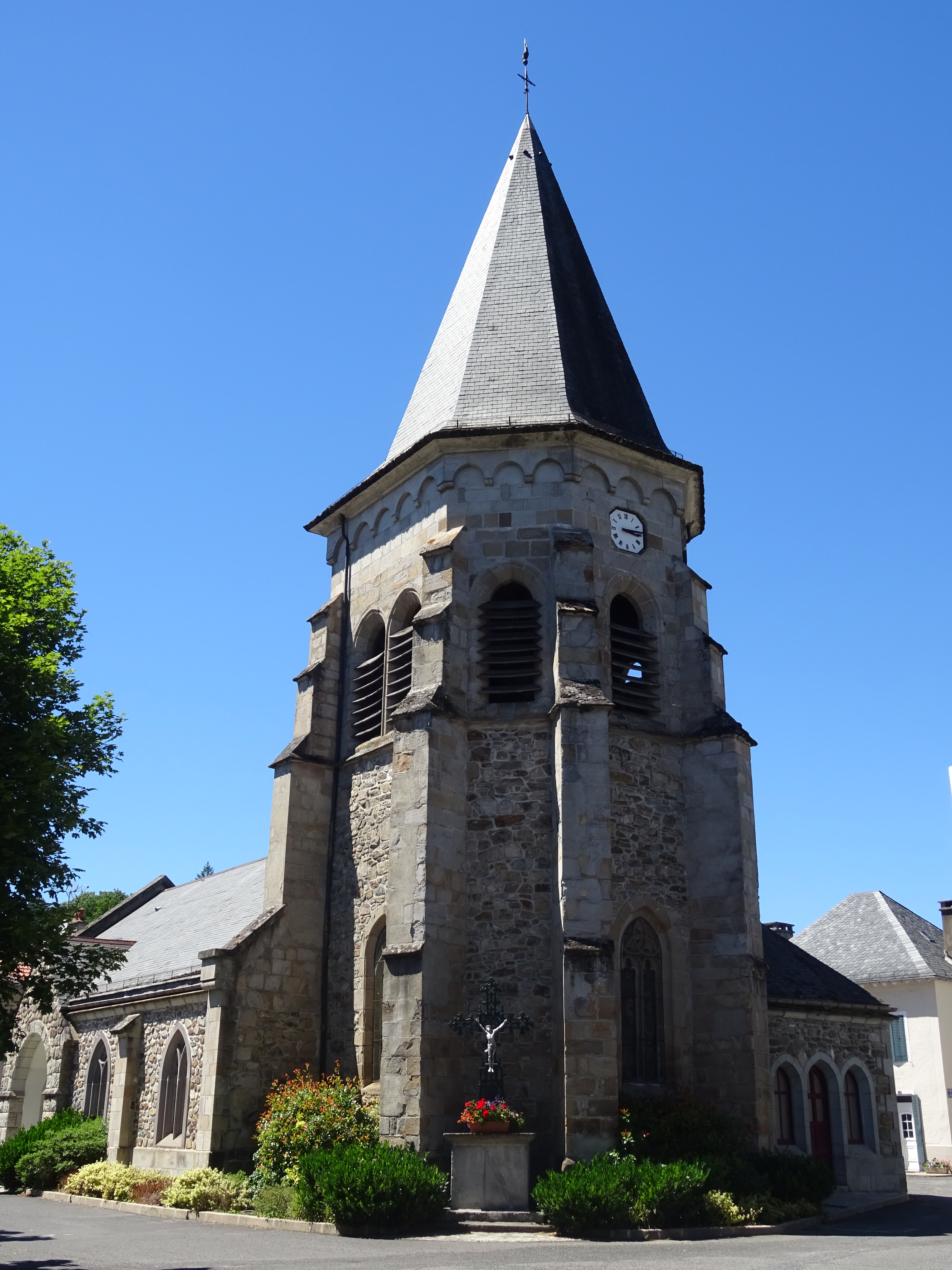
Kirche Saint-Remy
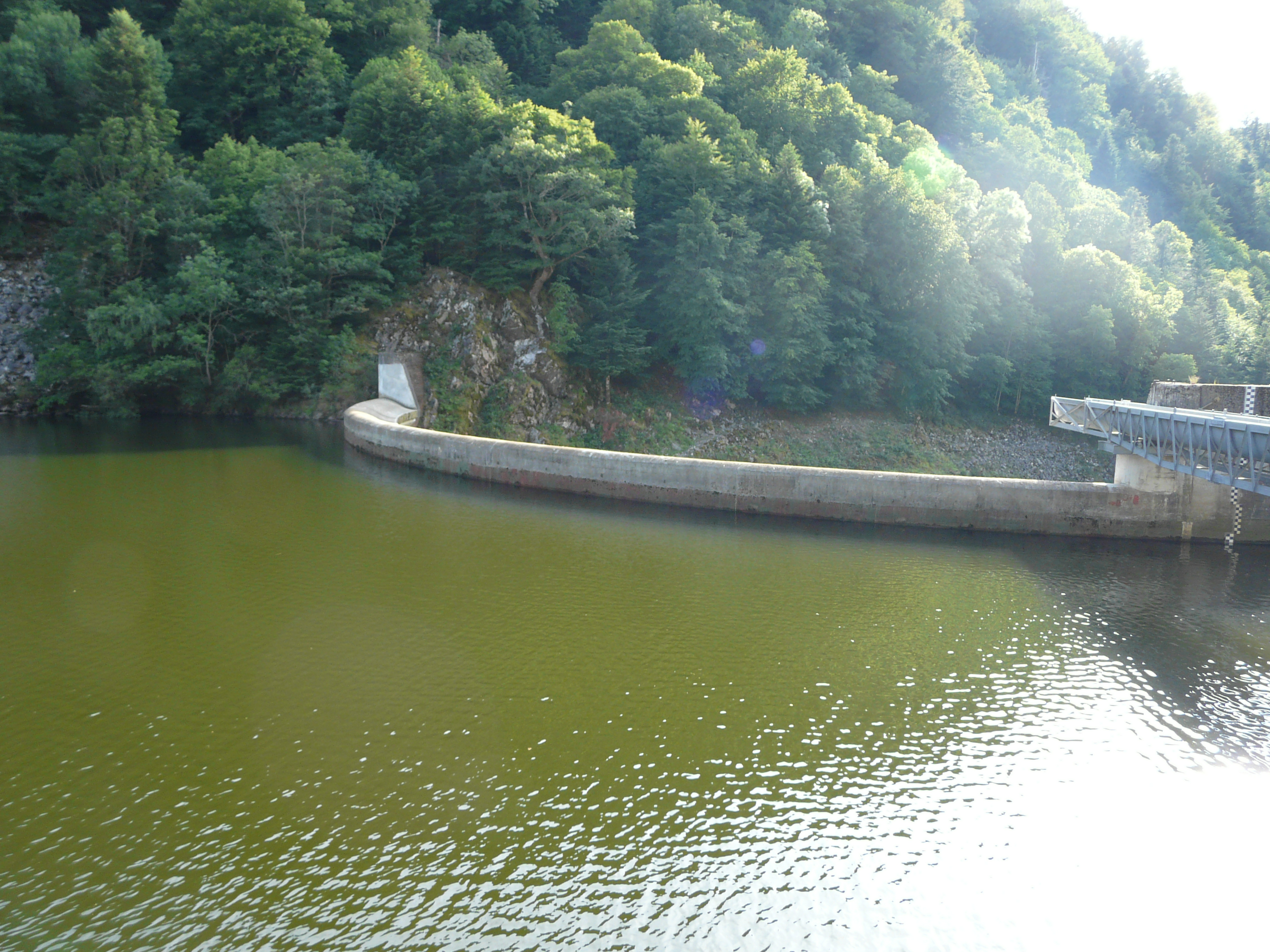
Rhue-Talsperre

## Gemeindepartnerschaft
Seit 2007 besteht eine Partnerschaft mit der französischen Gemeinde La Plaine-sur-Mer im Département Loire-Atlantique.